# André Migot

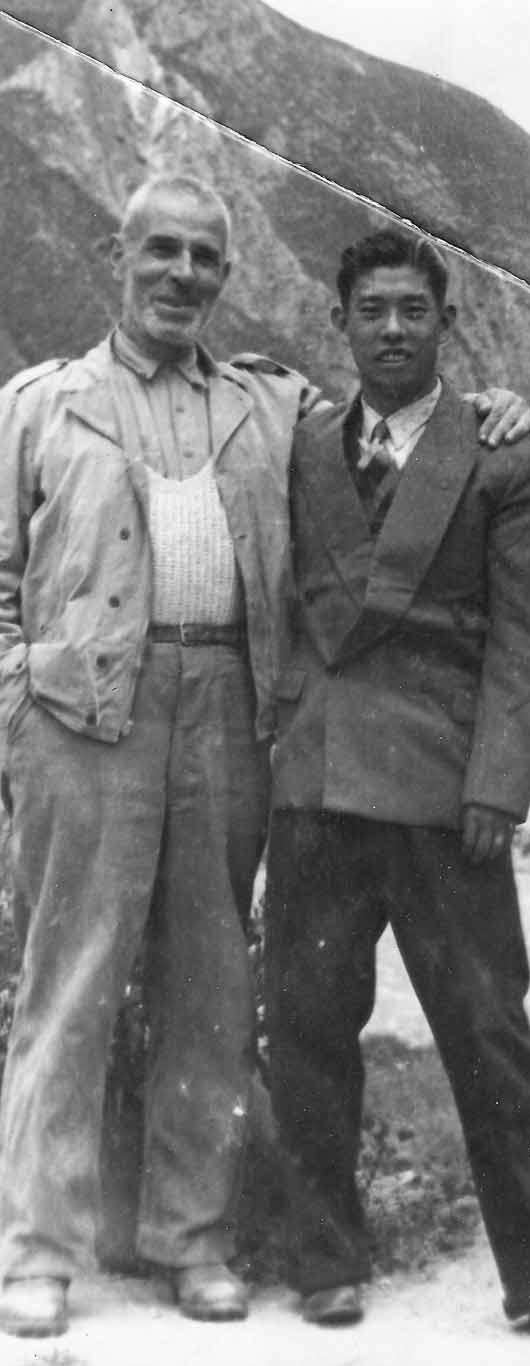
André Migot, 1948, Dergué

André Migot (1892-1967) was een Frans arts, ontdekkingsreiziger en schrijver.

## Biografie
Migot was een legerofficier in de Eerste Wereldoorlog en ontving hiervoor een oorlogskruis. Na de oorlog hield hij zich bezig met mariene biologie en ging daarna aan de slag als arts in Frankrijk. In zijn vrije tijd hield hij zich bezig met de klimsport in de Alpen en Pyreneeën. In 1938 trok hij er in India op de fiets op uit, uit interesse voor oosterse religies. Tijdens de Tweede Wereldoorlog werkte hij als arts in bezet Parijs.
Na de oorlog ging hij naar Indochina en maakte in 1947 een reis naar Oost-Tibet en China om het Tibetaans boeddhisme te onderzoeken. Tevergeefs probeerde hij tijdens deze reis Lhasa te bereiken, terwijl hij verkleed was als een bedelmonnik.
Hij sprak en schreef Tibetaans en was hierdoor in staat om een conversatie op gang te brengen met lama's. Hij werd ook in de rituelen van een van de boeddhistische sektes ingewijd. Deze inwijding beschrijft hij in zijn boek Caravane vers Bouddha. Hij reisde daarna naar Peking waar hij aankwam in 1948 en maakte daarna opnieuw een reis door Tibet en Indochina.
Later maakte hij ook nog een reis naar de Kerguelen, als arts voor een Franse expeditie. Hij schreef verschillende boeken, over zijn reisverhalen en over oosterse filosofie en religie.